# 騎士と死と悪魔

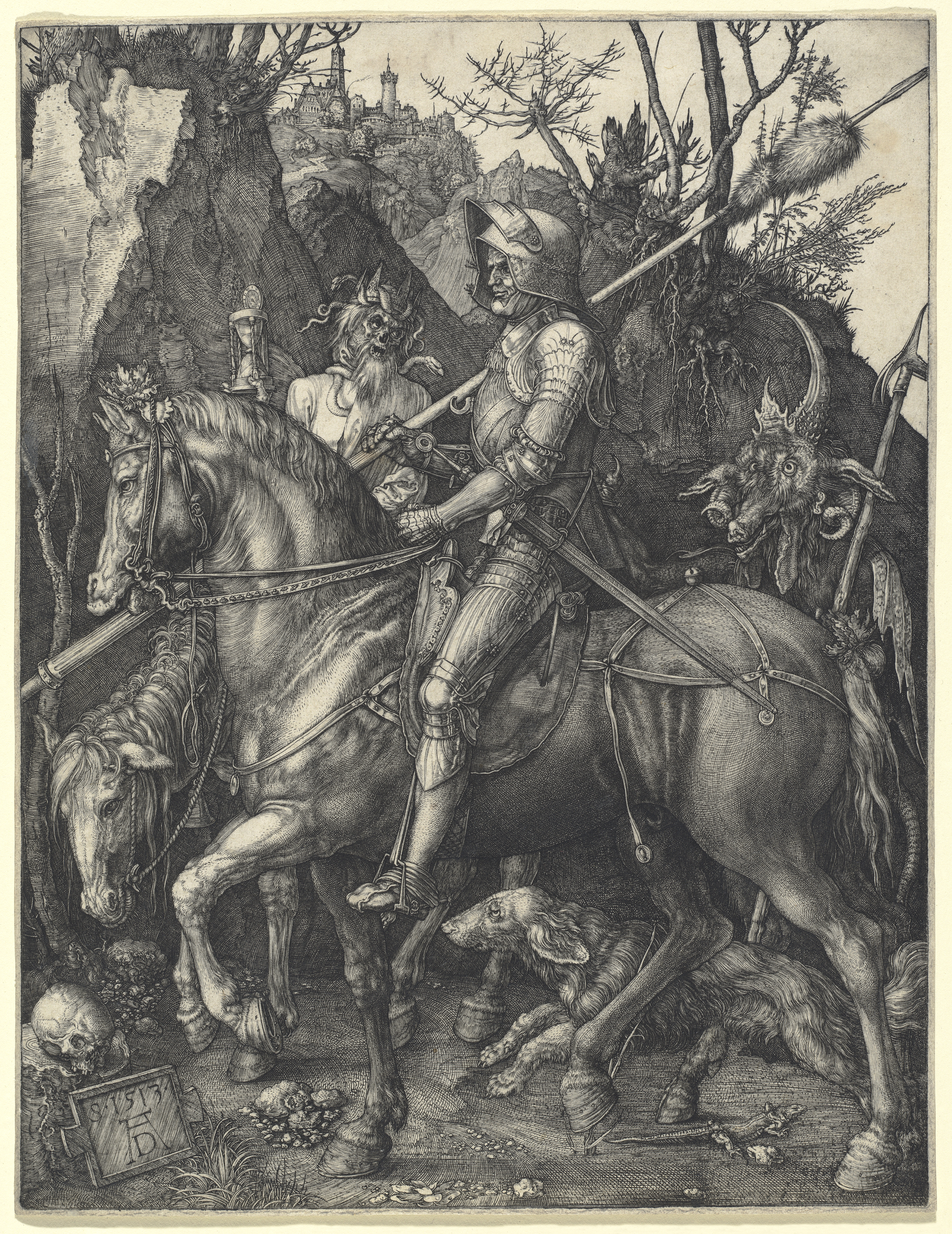
騎士と死と悪魔、1513年、銅版画、24.5 x 19.1 cm

騎士と死と悪魔（ドイツ語: Ritter, Tod und Teufel ）は、ドイツの芸術家アルブレヒト・デューラーが1513〜14年にかけて集中的に制作した、三点の大作銅版画の最初のものである。彼はこの間、油彩画や木版画の仕事をほとんどしなかった。この画像には複雑な図像と象徴性が見られ、その解釈については何世紀にもわたって議論されてきた。
装甲の騎士は犬を連れて、山羊の頭をした悪魔と青白い馬に乗った死の姿に囲まれた狭い峡谷を通り抜けている。死の具現化である腐った死体は砂時計を持っており、人生の儚さを想起させる。騎士は周囲に潜む呪われた生き物から目をそらして移動し、脅威をほとんど軽蔑しているように見えるため、勇気の象徴と見なされることも屡々である。 騎士の鎧、獣の上にそびえ立つ馬、樫の葉、山頂の要塞は信仰の回復力を象徴するものであり、騎士の窮状はキリスト教徒が天国へ向かう苦難に満ちた過程を表してい.る。 
この作品は、ジョルジョ・ヴァザーリによって「細部において、これ以上何も達成できないほどの卓越性を示したのいくつかの版画」の1つとして言及されている。 広くコピーされ、後のドイツの作家に大きな影響を与えた。哲学者フリードリヒ・ニーチェは、『悲劇の誕生』（1872）の劇的な理論に関する研究の中で、悲観主義を例示するにあたってこの作品を用い、また20世紀にはナチスによって、人種的に純粋なアーリア人を表すものとして理想化され、政治的宣伝に利用された 

## 構成

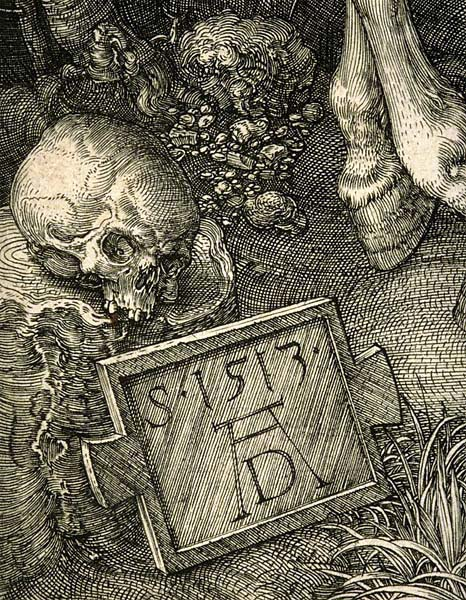
詳細

彼の三大銅版画の他の2つと同様に、頭蓋骨、犬、砂時計が描き込まれているが、大きさは皆同じである。手法ではゴシック様式に大きな恩恵を被っており、物体の型の多くが互いに混ざり合っているのがわかるだろう。馬の輪郭は一連の連動する曲線から構築され、騎士のあごは兜のラインに織り込まれている。2人の中心人物が、木の枝、装具、髪の毛の絡み合った塊に囲まれているのも観察できる。美術史家のレイモンド・スティテスによると、騎士と馬という比較的立体化された2つの象は、「変化する形の世界における具体化された象徴」として対照的に設定されているという。  剛毅な騎士は視線を真っ直ぐ前へ向けていて、その神経をそばの悪魔によって遮られたり気を散らされたりすることを許さない。 
エリザベス・ルンデーによれば、「死の姿が、影であるの岩山の暗闇に対して幽霊のように青ざめているのに対し、多角の山羊のような存在である悪魔は、交錯した木の根の間へ逃げ隠れている」という。 死は左の背景に彼の馬で示され、しっかりと計算された上で、他の図よりも明るい色使いによって鼻や唇をないものとして描かれている。 犬が2頭の馬の間を走っている隙間には、頭蓋骨が前景の下部、騎士の小道に見える。
死、悪魔、風景はすべて、荒涼としたドイツやフランドルのものである。周囲の生き物や存在は、彼の信仰の文字通りの比喩である鎧によって保護されているかのような騎士を脅かす。また、一部の美術史家は、これがオランダのヒューマニストで神学者のエラスムスのEnchiridion militis Christiani （キリスト教兵士のハンドブック）の出版物と関連していると考えている。 銅版画には詩篇23篇からの引用があり、そこには 「私は死の影が支配する谷を歩くが、それは恐れるべきものではない」と刻まれている。 作品には画家によって日付が付され、ADの署名もある。図板の左下に「S（=サルス/恵みの年）・1513」と書かれているのがわかるだろう。 

## 解釈

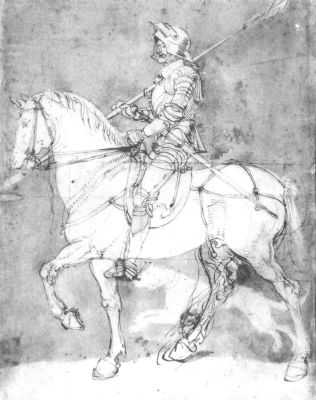
馬に乗った騎士、1512年から13年頃の研究。

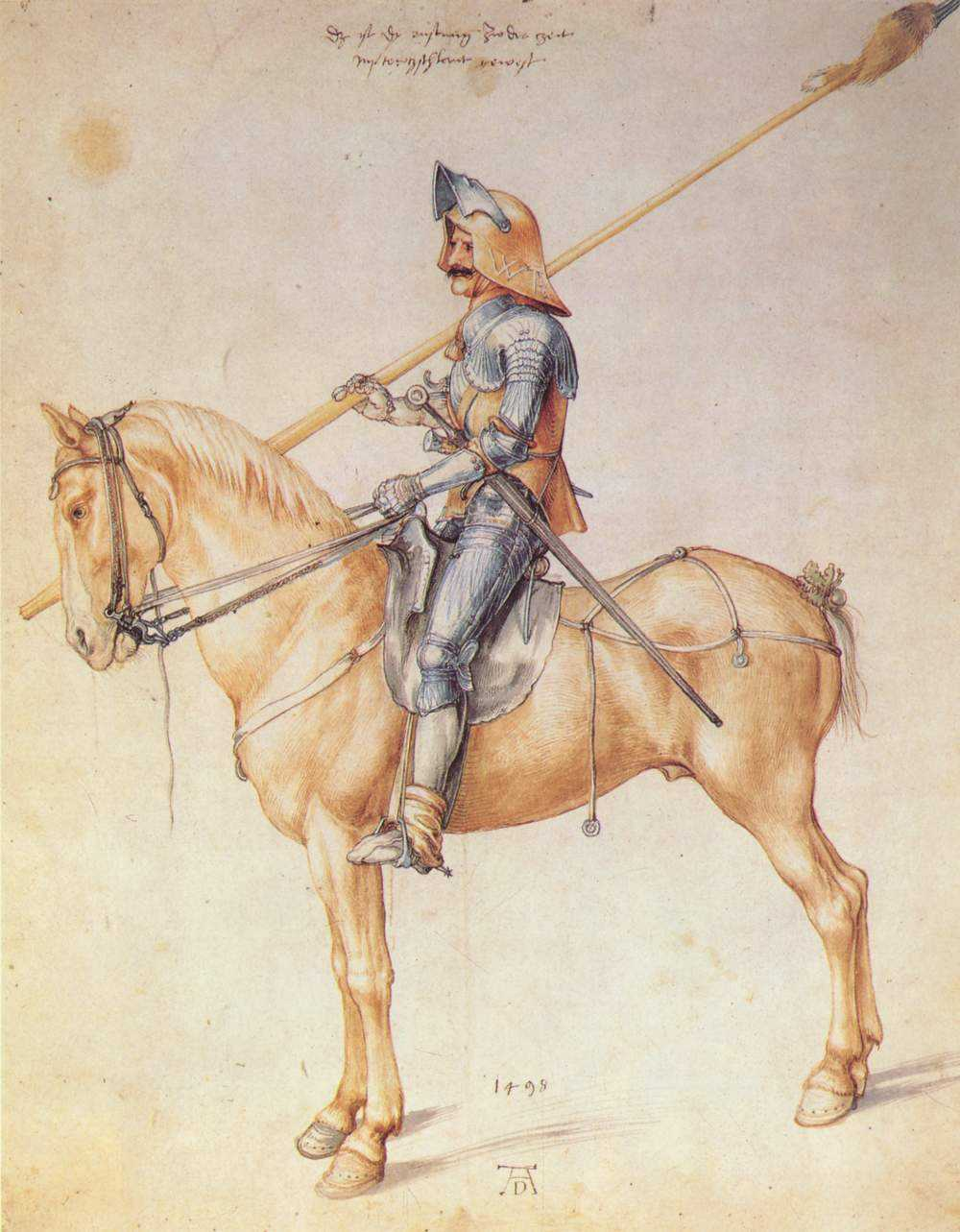
アルブレヒト・デューラー、騎手の研究、1498

この作品は、デューラーがマクシミリアン皇帝に仕えていたときに制作されたものだが、皇帝に委任された作品ではなく、明白な政治的意図は含まれていない。代わりに中世の道徳観に戻り、ゴシック的な想像が支配している。 作品は、デューラーの他の銅版画の1つ『メランコリアI』と雰囲気や傾向が似ており、宮仕えをやめた様子の騎士は威厳も乏しく、顔の特徴は見下されている。彼の憂鬱な姿勢は、馬の頑丈な外観とは対照的である。彼の鎧は周囲の悪魔から彼を守るかもしれないが、切り株の頭蓋骨は馬の前にたちはだかり、砂時計の働きは騎士の前で死によって保持されているのである。作家のドロシー・ゲトラインにあっては、「死と悪魔を伴う騎士は陳腐に感じる」とのこと。 ニューヨーク・タイムズの美術評論家ホーランド・コッターは、デューラーの最愛の母が苦痛のすえ亡くなった後、制作が進んだせいではないかと指摘している。 
オーストリアの19世紀の美術史家、モリッツ・トーシングは、デューラーが連作の一部として騎士と死と悪魔を制作し、さらにはそれぞれが4つの気質の1つを説明するように設計されたことを示唆した。 トーシングによれば、作品を表すフランス語「sanguinity(=正気)」が作業中に刻まれ、そのための「S」だという。 
描写全体の最大の意義とは、異論もあるものの、騎士のキリスト教信仰と人文主義の理想を祝う文字通りのものであると、一般には信じられている。別の解釈は作家ステン・カーリングによって1970年に発表され、後にはウルスラ・メイヤーが騎士を美化しようとしなかったことを示唆し、代わりに「強盗としての騎士」（raubritter）という解釈を示している。彼らは、作品にキリスト教や宗教の象徴性がないこと、騎士の槍の上部に狐の尻尾が巻かれていることなどを指摘しているが、ギリシアの伝説では、狐の尻尾は貪欲、狡猾、裏切り、そして欲望と美しい娼婦の象徴だったのである。 。 しかし、騎士は一般的な近代美術の技法で描かれ、狐の尻尾は槍の先に結ばれ、その上、キツネの尻尾は護符の一般的な形でもあった。 及びこの解釈では、死と悪魔は単に騎士の旅の仲間であり、前兆ではない。 
ここではくわしく述べないが、この作品はもちろん後の『メランコリアI』『書斎の聖ヒエロニムス』『研究』と肩を並べる画期的な作である 。特に、馬の描写はレオナルド・ダ・ヴィンチを思い起こさせ、自然科学と解剖学へのルネッサンスの関心を反映した幾何学的な形であり、巧みに計算した上で描かれている。 
彼の重要なコレクションを備えたほとんどの工房にはそのコピーがあり、個人コレクションにはしばしば、制作スピードが遅かったため摩耗ものが見受けられる。

### ドイツの闘争

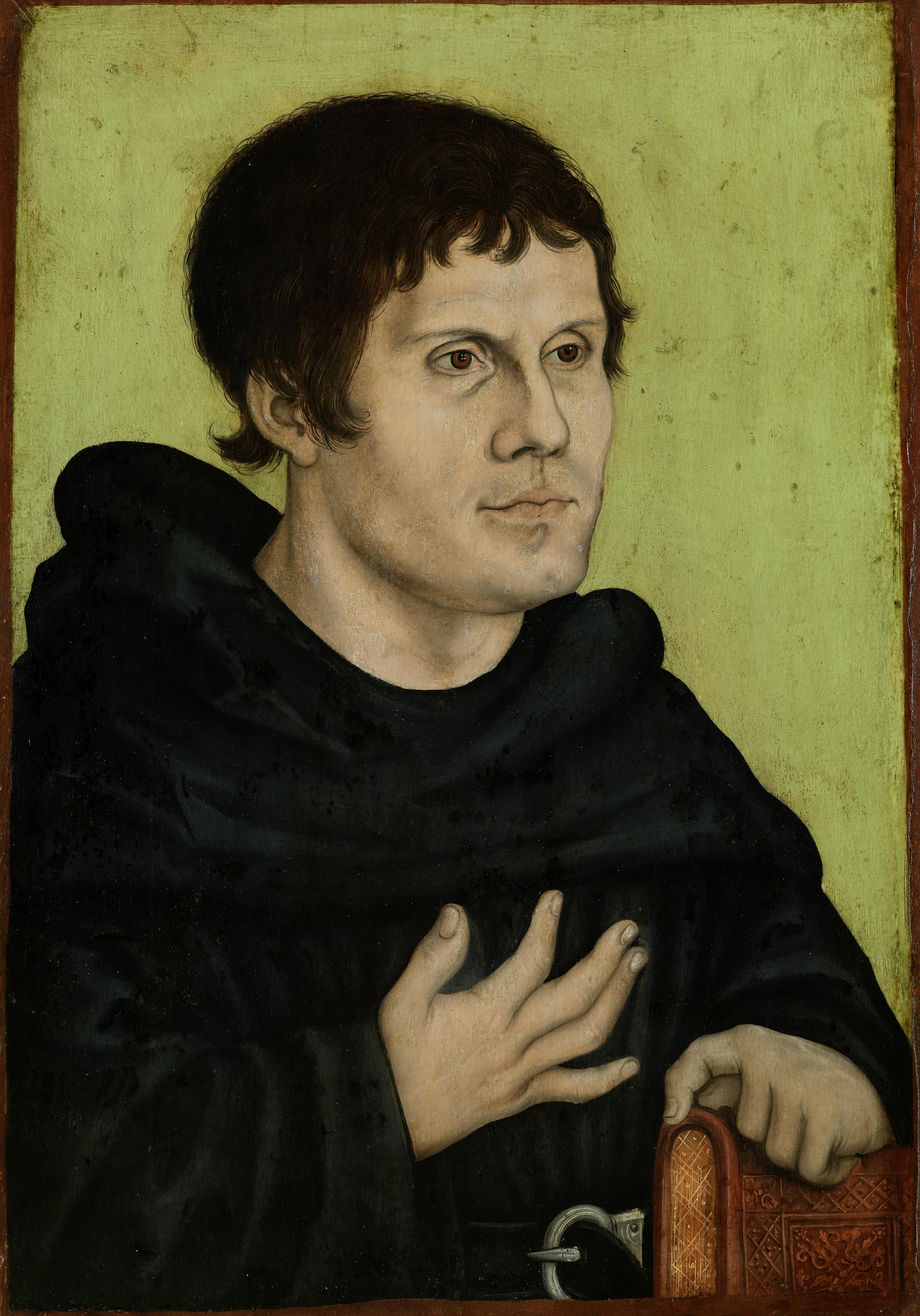
アウグスティヌスの兄弟としてのマルティン・ルターの死後の肖像画